# Solmaris rhodoloma
Solmaris rhodoloma is een hydroïdpoliep uit de familie Solmarisidae. De poliep komt uit het geslacht Solmaris. Solmaris rhodoloma werd in 1838 voor het eerst wetenschappelijk beschreven door Brandt. 